# El Camp de Salselles
El Camp de Salselles és una masia del municipi de Borredà (Berguedà) inclosa en l'Inventari del Patrimoni Arquitectònic de Catalunya.

## Descripció
Masia d'estructura tradicional, de planta rectangular amb parament de pedra irregular amb la façana arrebossada. La coberta és a dues aigües amb embigat de fusta i teula àrab. Està estructurat en planta baixa i dos pisos superiors. Les obertures són totes allindades amb ampits de pedra.

## Història
Situada dins del terme parroquial del santuari de Santa Maria de Salselles, històricament dins el comtat d'Osona i deganat del Lluçanès, la masia del camp de Salselles és documentada des del s. XVI i consta en el fogatge de 1553. L'actual masia és una construcció del segle xvii.